# 梅蘭妮·帕克森
梅蘭妮·迪恩尼·帕克森（英語：Melanie Deanne Paxson；1972年9月26日—），又稱「梅蘭妮·迪恩尼·摩爾」，是美國的一位女演員，因出演《星光繼承者》及《大夢想家》而聞名。

## 個人生活
帕克森嫁給了安迪帕克森，洛杉磯餐廳Simplethings三明治和餡餅店的合夥人，他們與他們的兒子米勒住在洛杉磯。

## 影視作品
- 2013年《大夢想家》Saving Mr. Banks
- 2015年《星光繼承者》Descendants

## 外部連結
- 梅蘭妮·帕克森在互联网电影资料库（IMDb）上的資料（英文）
- 梅蘭妮·帕克森的X（前Twitter）
- 梅蘭妮·帕克森的Instagram帳戶